# 陈立德
陈立德（1948年—），男，汉族，中华人民共和国画家、政治人物，中国国民党革命委员会福建省委副主委、泉州市委主委、福建省泉州市政协副主席，第十一届全国政协委员。

## 生平
2008年，当选第十一届全国政协委员，代表文化艺术界，分入第二十七组。